# Dmitrij Stiepanow
Dmitrij Aleksandrowicz Stiepanow (ros. Дмитрий Александрович Степанов;  ur. 4 września 1968 w Moskwie) – rosyjski przedsiębiorca i milioner. Jest znany jako były mąż dziennikarki Żanny Niemcowej.

## Życiorys
W roku 1996 ukończył Państwową Akademię Menadżerów w Moskwie. W latach 1994–2000 był pracownikiem na kierowniczych stanowiskach w podstawowych bankach stolicy (np. w banku SBS-Argo). W styczniu 2004 roku objął posadę wiceprezydenta banku Pietrokommierc. Po ślubie z Żanną Niemcową, który odbył się w 2007 roku, założył własną firmę Mercury Capital Trust, Ltd.